# Liz Mitchell
Elizabeth Rebecca Mitchell, detta Liz (Clarendon, 12 luglio 1952), è una cantante giamaicana naturalizzata britannica. È celebre soprattutto come cantante solista del gruppo Boney M.

## Biografia
Liz Mitchell è nata a Clarendon Parish, in Giamaica. All'età di undici anni, Mitchell e la sua famiglia emigrarono a Londra, in Inghilterra, nel 1963. Alla fine del decennio, fece un'audizione per Hair e si trasferì a Berlino per unirsi al cast, dove sostituì Donna Summer. Dopo Hair, Mitchell si unì ai Les Humphries Singers per alcuni anni e rappresentò la Germania all'Eurovision Song Contest con il brano di Ralph Siegel "Sing Sang Song". La band fu ridotta a soli sei cantanti per lo spettacolo (le loro solite formazioni erano composte da 20 artisti e oltre), arrivando al 15º posto con solo 12 punti.
Una telefonata dell'agenzia Katja Wolff nel febbraio 1976 persuase Mitchell a tornare in Germania per unirsi a un nuovo gruppo riunito dal produttore discografico Frank Farian che sarebbe diventato noto come Boney M. Boney M. divenne presto un gruppo di successo con Mitchell, Marcia Barrett e il produttore Farian come nucleo vocale. Mitchell venne concordemente considerata la cantante principale dei Boney M. Farian in seguito dichiarò che "Tutti i membri (di Boney M.) potevano essere sostituiti, tranne Liz".
Dopo lo scioglimento dei Boney M., avvenuto nel 1986, Mitchell ha intrapreso la carriera solista, pubblicando 5 album, alternando nuovo materiale con la riproposizione delle principali hit dei Boney M., con il nome di Boney M. featuring Liz Mitchell.

## Discografia parziale
- 1988 - No One Will Force You
- 1999 - Share the World
- 2000 - Christmas Rose
- 2004 - Let It Be
- 2005 - Liz Mitchell Sings the Hits of Boney M.